# Gatling (mitragliatrice)
La mitragliatrice Gatling è una mitragliatrice ad azionamento manuale formata da un complesso a più canne (da 6 a 10), complete di otturatore e scatto, con funzionamento ciclico, inventata dal progettista statunitense Richard Jordan Gatling nel 1861.

## Storia

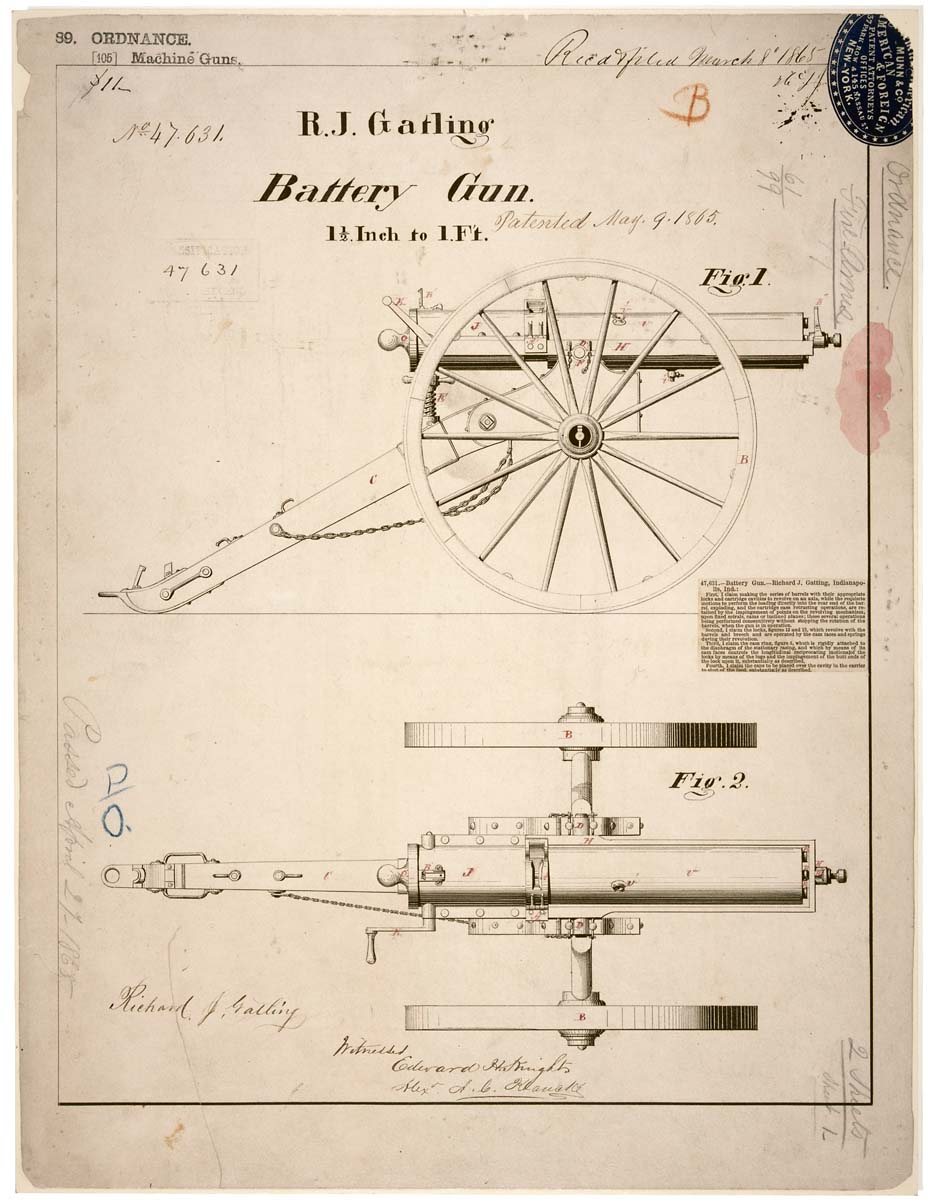
Schematico della mitragliatrice Gatling

L'arma è stata brevettata nel 1862, prodotta fino al 1903 e fu usata in servizio dal 1862 al 1911. Gatling inventò il Gatling gun dopo aver saputo che durante la guerra civile americana, i soldati morivano più per le malattie che per il fuoco nemico. Richard Gatling scrisse che aveva costruito l'arma per diminuire la dimensione degli eserciti, così riducendo il numero di morti, e per dimostrare la futilità della guerra. Nel 1877 infatti scrisse:
(Richard Jordan Gatling)
Per diversi anni il funzionamento dei primi modelli di mitragliatrice era affidato ad una manovella che forniva il moto necessario per la rotazione delle canne, l'espulsione del bossolo e la ricarica, per esempio con il Gardner gun o l'Agar "coffee grinder" ("macinino da caffè" Agar). Successivamente furono inventate armi da fuoco a canna singola in cui la ricarica era effettuata sfruttando l'energia fornita dall'esplosione del bossolo precedente, prelevando una certa quota del gas espulso dalla camera di combustione oppure sfruttando il rinculo meccanico prodotto sulla canna. Il primo esempio fu il Maxim.

## Caratteristiche e funzionamento
Il principio si basa su molti percussori e culatte collegati ad altrettante canne rotanti. Ogni canna spara un colpo singolo quando raggiunge un certo punto nel suo ciclo di rotazione dopo di che espelle il bossolo vuoto e carica una nuova cartuccia. Questa configurazione permette maggiori ratei di fuoco per unità di tempo, senza la maggior probabilità di inceppamenti dovuti ad una eccessiva cadenza e con un surriscaldamento sensibilmente minore di quello che si ha in armi a ripetizione con singola canna di fuoco; d'altra parte l'accuratezza del tiro può essere inferiore a causa delle imprecisioni intrinseche nell'allineamento di canne multiple.
Era un'arma da campo a polvere nera, che utilizzava molteplici canne rotanti mosse a mano tramite una manovella, e che era alimentata da munizioni sciolte (non erano unite da cingoli, oppure incluse in una lunga banda, catena o cartuccia con una molla) grazie ad un raccoglitore a tramoggia che faceva scendere le munizioni semplicemente per gravità.

## Utilizzo nei conflitti

### Guerra di secessione americana
L'arma venne impiegata per la prima volta, con effetti devastanti, dalle armate unioniste durante la guerra di secessione americana. A differenza di altre armi dello stesso secolo, come la mitrailleuse francese, che aveva capacità limitate ed un lungo tempo di ricarica, la Gatling gun era più affidabile, facile da ricaricare, e garantiva un'enorme capacità di fuoco. Durante la guerra civile furono però utilizzate pochissime Gatling, soprattutto poiché i Generali unionisti inizialmente non capirono la nuova arma (le mitragliatrici americane e francesi furono inizialmente assegnate all'artiglieria e posizionate troppo lontano dalla linea del fronte per essere utili). Solo negli ultimi mesi di combattimento alcune Gatling furono inviate in prima linea, con una scorta di munizioni che si rivelò decisamente inferiore alla necessità. Inoltre per non rischiare che cadessero in mani nemiche non furono utilizzate in posizioni a rischio.
Il test fu però passato brillantemente, e le Gatling furono acquistate anche dall'Inghilterra per le sue guerre coloniali. Queste armi furono inoltre utilizzate per difendere alcuni forti e durante le guerre indiane, tra cui la Guerra di Nuvola Rossa e la Grande guerra Sioux del 1876, anche se il generale Custer decise di lasciarle nei depositi proprio poche settimane prima della Battaglia del Little Bighorn, ritenendo la mitragliatrice un'arma pesante e imprecisa, che rallentava la marcia senza portare notevoli vantaggi in combattimento. Occorreva del tempo perché gli Ufficiali comprendessero i vantaggi delle mitragliatrici e gli stati maggiori decidessero di acquistarne un numero sufficiente.

### Guerra Boshin o guerra dell'anno del Drago 1868-1869
Le mitragliatrici Gatling vennero impiegate nel conflitto fra forze imperiali e Shogunato e il loro utilizzo si rivelò determinante nella battaglia navale di Miyako

### Guerra ispano-americana
Le mitragliatrici Gatling vennero utilizzate dagli Stati Uniti durante la guerra ispano-americana (1898), con effetti devastanti durante la battaglia della "collina di San Juan".

### Guerra russo-giapponese del 1905
L'Impero giapponese commerciava attivamente con gli USA e con il Regno Unito da qualche decennio. I giapponesi compresero l'enorme vantaggio fornito dalle mitragliatrici Gatling, e si servirono del suo devastante volume di fuoco contro le armate che proteggevano le colonie della Russia zarista sull'Oceano Pacifico e in Manciuria. Durante la guerra russo-giapponese, nella Battaglia di Mukden, i russi persero 100 000 uomini in soli tre giorni. Durante la guerra russo giapponese però le mitragliatrici Gatling erano già considerate superate ed utilizzate per compiti di seconda e terza linea. Fu comunque l'ultimo conflitto in cui le Gatling diedero un contributo rilevante.